# Ільїнське сільське поселення (Казанський район)
Ільї́нське сільське поселення (рос. Ильинское сельское поселение) — муніципальне утворення у складі Казанського району Тюменської області, Росія.
Адміністративний центр — село Ільїнка.

## Населення
Населення — 2340 осіб (2020; 2402 у 2018, 2511 у 2010, 2567 у 2002).

## Історія
3 листопада 1923 року були утворені Баландінська сільська рада, Благодатнівська сільська рада, Єльцовська сільська рада та Ільїнська сільська рада. 14 серпня 1944 року ліквідовано Баландінську, Благодатнівську та Єльцовську сільради.
2004 року Ільїнська сільська рада перетворена в Ільїнське сільське поселення.

## Склад
До складу поселення входять такі населені пункти:
| Населений пункт      | Населення, осіб (2002) | Населення, осіб (2010) |
| -------------------- | ---------------------- | ---------------------- |
| Баландіна, присілок  | 336                    | 290                    |
| Благодатне, присілок | 309                    | 287                    |
| Єльцово, присілок    | 354                    | 342                    |
| Ільїнка, село        | 1568                   | 1592                   |